# 糖生物学
糖生物学（英語：Glycobiology），在最狭义的意义上是对自然界广泛分布的糖类（醣链或聚糖）的结构，生物合成和生物学的研究。糖或糖类是所有生物的重要组成部分，在各种医学，生物化学和生物技术领域被研究生物学中扮演各个角色。

## 聚糖
生物大分子共分为四大类别：核酸、蛋白质、脂类、及糖类。聚糖（3）具有一定的特性，其分子结构千变万化，既有低聚糖也有多聚糖、既可呈直线型又可呈枝状结构，其单体可通过多种不同组合形式连接。
糖组
糖组代表生物体内的所有糖苷组合，它可归属于某个器官或某类细胞。糖组的复杂程度远超蛋白质组，因为它是基本组成物质之间各式结构变化及多种连接结合的产物。
聚糖（4）
基于其分子内的羟基群在空间内的排列架构，单糖以多个立体异构体的形式呈现。羟基群的位置决定糖类分子间的连接性质。羟基可被羧基、胺基或N-乙酰基取代。
聚糖通常分为以下四大类别：
- 葡萄糖、半乳糖及果糖等单糖。该类别由单一分子构成，不能水解，呈晶体状。
- 麦芽糖、乳糖及蔗糖等双糖
- 低聚糖及多聚糖，是由糖苷键连接的重复单元，可形成链式或分支结构，通常可水解。
- 复杂型低聚糖，为非重复单元，通常与蛋白质或脂类结合。

聚糖这一分子类别此前仅被视作提供能量的结构性组分。直到近年来，人们才开始重视其在生命体内的结构和功能。如今已有研究表明，通过在细胞表面与脂类及蛋白质进行结合，聚糖可参与到细胞间传递活动中。正因为有了聚糖，蛋白质在细胞内的分配才得以有效控制，生命体中的各类细胞才会有所区隔。

## 糖组学
“类似于基因组学和蛋白质组学的糖组学是对给定细胞类型或生物体的所有聚糖结构的系统研究”，并且它是糖生物学的一个子集
。

## 糖结构研究中的挑战
在糖结构中看到的部分变异性是因为单糖单元可以以许多不同的方式彼此偶联，与蛋白质的氨基酸或DNA中的核苷酸相反，它们总是以标准方式偶联在一起。 由于缺乏生物合成的直接模板，聚糖结构的研究也变得复杂，与蛋白质的情况相反，蛋白质的氨基酸序列由其相应的基因决定。
聚糖是次级的基因产物，因此通过细胞亚细胞区室中许多酶的协同作用产生。 由于聚糖的结构可能取决于不同生物合成酶的表达，活性和可接近性，因此不可能使用重组DNA技术来产生大量用于结构和功能研究的聚糖，就像蛋白质一样。

## 糖生物学与医疗（5）
市场上现有的肝素、促红细胞生成素及一些抗流感方面的新型药物已凸显出聚糖的效用和重要性。此外，糖生物学更是为抗癌药品的研发提供了全新的可能性（6）。各类对抗癌症、炎症以及传染性疾病的方法如今已进入临床试验阶段，可为现存治疗方式提供支持和补充。尽管聚糖由于结构过于复杂而很难进行合成复制，但这一崭新的研究领域在未来拥有巨大潜力。

## 糖生物学与皮肤
糖生物学随着近年来科技的不断进步而得到深入研究，也令人们对其与皮肤老化问题的关联有了更为明确的认知。
如今已有研究结果清楚表明，聚糖是皮肤的主要组成成分，并在维持皮肤的动态平衡方面起决定性作用。其主要影响包括：
- 在分子及细胞辨识过程中扮演关键角色：聚糖可停留在细胞表面以传递生理信息（7）；
- 干预细胞的新陈代谢：合成、增殖、分化......
- 参与肌肤纹理构造。
作为皮肤活动必不可少的组成部分，聚糖在皮肤老化过程中将发生数量与质量上的双重变化(8)。皮肤的运动及代谢功能将逐渐减缓，使肌肤暗沉、失去光泽。

## 外部連結
- （英文）供應商糖綴合物、聚醣辨識蛋白 （页面存档备份，存于）
- （英文）功能糖組學網關 （页面存档备份，存于）.   每月更新的網路資源，由「自然」和功能性糖組學聯盟合作。
- （英文）Carolyn Bertozzi 的研討會：“化學糖生物學” （页面存档备份，存于）
- （英文）Emanual Maverakis;  et al.  (PDF).
- http://www.healthcanal.com/medical-breakthroughs/22037-UGA-scientists-team-define-first-ever-sequence-biologically-important-carbohydrate.html （页面存档备份，存于）